# Teatr Gargulec
Teatr Gargulec (Federacja Grup Kreatywnych) – teatr dla dzieci założony w 2009 przez byłych aktorów Teatru Muzycznego w Gdyni – Bartosza Lamparskiego i Marcina Korbasa.
Gargulec jest teatrem muzycznym, który swoją działalność artystyczną adresuje do młodych i najmłodszych widzów. Każdy spektakl jest opatrzony autorskimi piosenkami i muzyką oraz zbudowany na oryginalnych scenariuszach, dostosowanych do poziomu percepcji dzieci przedszkolnych i wczesnoszkolnych. Teatr Gargulec specjalizuje się również w festynach i eventach tematycznych; organizuje także warsztaty teatralne.

## Repertuar teatru
- „Wybierz numer 112”
- „Ratujmy las”
- „Nowe przygody Smoka Wawelskiego – czyli Wisłą przez Polskę”
- „Baśń zimowa”
- „Zaczarowany koszyczek”
- „Kosmiczna przygoda”
- „Zakochany troll”
- „Dwa pingwiny Pink i Punk”
- „Kulisy Teatru”
- „Przygody sygnalizatorka Jacka"
- „Sikorka Agatka"
- "Hamburgery atakują"
- "Śmieciuchy na wagę złota"
- „Mali bohaterowie kontra niewidzialni wrogowie”